# Liste der Landschaftsschutzgebiete in Hessen
Die Liste der Landschaftsschutzgebiete in Hessen enthält die Landschaftsschutzgebiete des deutschen Bundeslandes Hessen.
In Hessen sind 123 Landschaftsschutzgebiete ausgewiesen.

## Liste
Anmerkung: Die Liste ist sortierbar: Durch Anklicken eines Spaltenkopfes wird die Liste nach dieser Spalte sortiert, zweimaliges Anklicken kehrt die Sortierung um. Durch das aufeinanderfolgende Anklicken zweier Spalten lässt sich jede gewünschte Kombination erzielen.
| Name                                                                             | Bild | Kennung                 | Kreis                                                                        | Einzelheiten | Position | Fläche Hektar | Datum         |
| -------------------------------------------------------------------------------- | --- | ----------------------- | ---------------------------------------------------------------------------- | --- | -------- | ------------- | ------------- |
| Am Gilderspfad                                                                   | BW | 2531003 WDPA: 378395    | Landkreis Gießen                                                             | | ⊙        | 5,24          |               |
| An der Wolfsgrube bei Kerspenhausen                                              | BW | 2632013 WDPA: 378733    | Landkreis Hersfeld-Rotenburg                                                 | | ⊙        | 2,28          | 1967          |
| Antrefftal                                                                       | BW | 2634004 WDPA: 378397    | Vogelsbergkreis, Schwalm-Eder-Kreis                                          | | ⊙        | 936,3         | 1972          |
| Aschenberg bei Remsfeld                                                          | | 2634023 WDPA: 319672    | Schwalm-Eder-Kreis                                                           | | ⊙        | 2.346,97      | 1974          |
| Auenverbund Diemel                                                               | | 2633002 WDPA: 378399    | Landkreis Kassel                                                             | | ⊙        | 1.329,05      | 1994          |
| Auenverbund Eder                                                                 | | 2634001 WDPA: 378400    | Schwalm-Eder-Kreis, Landkreis Waldeck-Frankenberg                            | | ⊙        | 4.507,68      | 1993          |
| Auenverbund Fulda                                                                | | 2631002 WDPA: 378401    | Landkreis Fulda, Vogelsbergkreis, Landkreis Hersfeld-Rotenburg               | +Schwalm-Eder-Kreis | ⊙        | 9.017,27      | 1993          |
| Auenverbund Kinzig                                                               | | 2435005 WDPA: 378402    | Landkreis Fulda, Vogelsbergkreis, Wetteraukreis                              | +Main-Kinzig-Kreis | ⊙        | 12.902,47     | 1990          |
| Auenverbund Lahn-Dill                                                            | Lahnauen bei Lahnau. Im Bildhintergrund der Ortsteil Atzbach                                                    | 2531018 WDPA: 378403    | Landkreis Marburg-Biedenkopf, Landkreis Gießen, Landkreis Limburg-Weilburg   | +Lahn-Dill-Kreis | ⊙        | 6.728,93      | 1996          |
| Auenverbund Lahn-Ohm                                                             | | 2534009 WDPA: 378404    | Vogelsbergkreis, Landkreis Waldeck-Frankenberg, Landkreis Marburg-Biedenkopf | +Landkreis Gießen | ⊙        | 5.915,4       | 1993          |
| Auenverbund Schwalm                                                              | | 2634012 WDPA: 378405    | Vogelsbergkreis, Schwalm-Eder-Kreis                                          | | ⊙        | 4.510,06      | 1993          |
| Auenverbund Untere Gersprenz                                                     | | 2432002 WDPA: 378406    | Landkreis Darmstadt-Dieburg                                                  | Ein aus knapp 30 Einzelgebieten bestehendes LSG aus Auen und Wiesengebieten der Gersprenz sowie ihrer Zuläufe zwischen Groß-Bieberau und der Landesgrenze zu Bayern. Die hier in die Dieburger Bucht einfließende Gersprenz und ihre Nebenbäche sind ein Rückzugs-, Nist- und Überwinterungsgebiet für Vögel und seltene Tierarten. Der Weißstorch konnte hier wieder in zahlreichen Brutpaaren heimisch werden. | ⊙        | 2.451,58      | 1998          |
| Auenverbund Werra                                                                | | 2636002 WDPA: 378407    | Landkreis Hersfeld-Rotenburg, Werra-Meißner-Kreis                            | | ⊙        | 3.840,98      | 1992          |
| Auenverbund Weser                                                                | | 2633003 WDPA: 378408    | Landkreis Kassel                                                             | | ⊙        | 1.069,74      | 1994          |
| Auenverbund Wetterau                                                             | | 2440001 WDPA: 378409    | Landkreis Gießen, Main-Kinzig-Kreis, Wetteraukreis                           | durch Feuchtwiesen geprägte Auenbereiche von Horloff, Nidda, Nidder, Wetter und Seemenbach | ⊙        | 7.369         | 2014          |
| Bleichenbachtal zwischen Bergheim und Bleichenbach                               | | 2440004 WDPA: 378414    | Wetteraukreis                                                                | | ⊙        | 19,23         | 1996          |
| Bruchwiesen bei Büttelborn                                                       | | 2433026 WDPA: 378420    | Landkreis Groß-Gerau                                                         | | ⊙        | 29,45         | 1997          |
| Buchenbachtal bei Christerode                                                    | | 2634042 WDPA: 378506    | Schwalm-Eder-Kreis                                                           | | ⊙        | 189,06        | 1995          |
| Büchenberg und Platzberg bei Hesperinghausen                                     | BW | 2635011 WDPA: 32002     | Landkreis Waldeck-Frankenberg                                                | | ⊙        | 71,69         | 1993          |
| Buchenberg, Grisselborner Wäldchen und Taftgrund bei Soisdorf                    | BW | 2631011 WDPA: 378422    | Landkreis Fulda                                                              | | ⊙        | 16,61         | 1994          |
| Burg Herzberg                                                                    | BW | 2632024 WDPA: 378424    | Vogelsbergkreis, Landkreis Hersfeld-Rotenburg                                | | ⊙        | 21,89         | 1953          |
| Dattenbachtal zwischen Kröftel und Vockenhausen                                  | | 2436002 WDPA: 378426    | Rheingau-Taunus-Kreis, Main-Taunus-Kreis                                     | | ⊙        | 14,31         | 1993          |
| Der Hegen bei Ziegenhagen                                                        | BW | 2636023 WDPA: 378428    | Werra-Meißner-Kreis                                                          | | ⊙        | 46,53         | 1954          |
| Der Kesselgraben                                                                 | | 2632015 WDPA: 378498    | Landkreis Hersfeld-Rotenburg                                                 | | ⊙        | 1,36          | 1969          |
| Der Küppel                                                                       | BW | 2634006 WDPA: 378429    | Schwalm-Eder-Kreis                                                           | | ⊙        | 139,45        | 1972          |
| Dingel und Eberschützer Klippen                                                  | | 2633017 WDPA: 378430    | Landkreis Kassel                                                             | | ⊙        | 33,04         | 1987          |
| Dreienberg-Landecker                                                             | | 2632016 WDPA: 378434    | Landkreis Hersfeld-Rotenburg                                                 | | ⊙        | 1.609,53      | 1970          |
| Eckerich bei Fritzlar                                                            | | 2634008 WDPA: 378436    | Schwalm-Eder-Kreis                                                           | | ⊙        | 39,71         | 1968          |
| Efzepforte bei Homberg                                                           | | 2634026 WDPA: 378437    | Schwalm-Eder-Kreis                                                           | | ⊙        | 348,86        | 1976          |
| Efzetal zwischen Holzhausen und Relbehausen                                      | | 2634009 WDPA: 378438    | Schwalm-Eder-Kreis                                                           | | ⊙        | 38,75         | 1990          |
| Eisenberg                                                                        | | 2632001 WDPA: 378440    | Landkreis Hersfeld-Rotenburg, Schwalm-Eder-Kreis                             | | ⊙        | 582,36        | 1970          |
| Eisenberg bei Schlitz                                                            | | 2535002 WDPA: 378441    | Vogelsbergkreis                                                              | | ⊙        | 250,21        | 1990          |
| Erlenberg bei Weichersbach                                                       | BW | 2435011 WDPA: 378448    | Main-Kinzig-Kreis                                                            | | ⊙        | 66,19         | 1998          |
| Flohrberg und Ohmsberg bei Deisel                                                | | 2633025 WDPA: 378452    | Landkreis Kassel                                                             | | ⊙        | 67,81         | 1990          |
| Fluß- und Bachläufe von Fulda, Ulster, Haune, Bieber etc.                        | | 2631008 WDPA: 555513809 | Landkreis Fulda, Vogelsbergkreis                                             | | ⊙        | 474,59        |               |
| Forehahi                                                                         | BW | 2431001 WDPA: 378453    | Landkreis Bergstraße, Landkreis Groß-Gerau                                   | | ⊙        | 9.527,26      | 1956          |
| Frauenstein                                                                      | | 2631010 WDPA: 378454    | Landkreis Fulda                                                              | | ⊙        | 3.533,4       | 1968          |
| Fuldatal bei Konnefeld                                                           | | 2634041 WDPA: 555547207 | Landkreis Hersfeld-Rotenburg, Schwalm-Eder-Kreis                             | | ⊙        | 68,15         | 1989          |
| Gelstertal                                                                       | | 2636030 WDPA: 555547210 | Werra-Meißner-Kreis                                                          | | ⊙        | 219,34        | 1960          |
| Glauberg                                                                         | | 2440002 WDPA: 378459    | Wetteraukreis                                                                | | ⊙        | 358,41        | 1996          |
| Gras-Ellenbacher Wiesen                                                          | | 2431023 WDPA: 378461    | Landkreis Bergstraße                                                         | | ⊙        | 19,48         | 1994          |
| Grund- und Bergwiesen im Einzugsbereich von Jossa und Sinn                       | | 2435004 WDPA: 378466    | Main-Kinzig-Kreis                                                            | | ⊙        | 2.935,43      | 1993          |
| Gründauaue bei Niedergründau                                                     | | 2435012 WDPA: 378467    | Main-Kinzig-Kreis                                                            | | ⊙        | 91,36         | 1986          |
| Frankfurter Grüngürtel                                                           | | 2412001 WDPA: 378468    | Frankfurt am Main                                                            | | ⊙        | 10.850,13     | 1972          |
| Habichtsstein und Warmetal bei Ehlen                                             | | 2633016 WDPA: 378469    | Landkreis Kassel                                                             | | ⊙        | 63,48         | 1989          |
| Hardtwasseraue                                                                   | BW | 2534011 WDPA: 321385    | Landkreis Marburg-Biedenkopf                                                 | | ⊙        | 41,24         | 1996          |
| Haugrund bei Biedebach                                                           | BW | 2632014 WDPA: 378471    | Landkreis Hersfeld-Rotenburg                                                 | | ⊙        | 90,78         | 1967          |
| Heiligenberg                                                                     | | 2634013 WDPA: 378473    | Schwalm-Eder-Kreis                                                           | | ⊙        | 23,49         | 1950          |
| Heisebachtal in Kassel                                                           | | 2611001 WDPA: 378474    | Kassel                                                                       | | ⊙        | 7,33          | 1990          |
| Hessische Mainauen                                                               | | 2436001 WDPA: 378476    | Main-Kinzig-Kreis, Main-Taunus-Kreis, Landkreis Groß-Gerau                   | +Landkreis Offenbach; Zone I mit Auengebieten des Mains und Bachtälern, Zone II mit angrenzenden Wald-, Reb- und Feldfluren | ⊙        | 2.574,12      | 1987          |
| Hessische Rhön                                                                   | | 2631001 WDPA: 378477    | Landkreis Fulda                                                              | | ⊙        | 41.031,72     | 1967          |
| Heubruchwiesen bei Eschenstruth                                                  | | 2633013 WDPA: 378478    | Landkreis Kassel                                                             | | ⊙        | 40,28         | 1989          |
| Hinterberger Wiesen                                                              | BW | 2634003 WDPA: 378479    | Schwalm-Eder-Kreis                                                           | | ⊙        | 123,53        | 1972          |
| Hohe Rhön                                                                        | | 2631012 WDPA: 378482    | Landkreis Fulda                                                              | | ⊙        | 4.420,82      | 1997          |
| Höllgraben in Fuldatal                                                           | | 2633004 WDPA: 378485    | Landkreis Kassel                                                             | | ⊙        | 81,5          | 1991          |
| Im Seifen                                                                        | BW | 2435003 WDPA: 321903    | Main-Kinzig-Kreis                                                            | | ⊙        | 14,38         | 1999          |
| Josbachtal bei Lischeid                                                          | BW | 2634005 WDPA: 378493    | Schwalm-Eder-Kreis, Landkreis Marburg-Biedenkopf                             | | ⊙        | 33,91         | 1990          |
| Kalkberge und Diebachsaue zwischen Heiligenrode und Niederkaufungen              | BW | 2633006 WDPA: 378494    | Landkreis Kassel                                                             | | ⊙        | 75,23         | 1983          |
| Kalkmagerrasen und Diemelaltwasser bei Lamerden                                  | BW | 2633015 WDPA: 378495    | Landkreis Kassel                                                             | | ⊙        | 16,56         | 1986          |
| Karlshagen bei Melsungen                                                         | BW | 2634010 WDPA: 378497    | Schwalm-Eder-Kreis                                                           | | ⊙        | 53,35         | 1990          |
| Keischel bei Weimar                                                              | | 2633027 WDPA: 378507    | Landkreis Kassel                                                             | | ⊙        | 22,67         | 1992          |
| Kirdorfer Feld bei Bad Homburg                                                   | | 2434002 WDPA: 378499    | Hochtaunuskreis                                                              | | ⊙        | 79,15         | 1996          |
| Köhlersgrund und Semgesgraben                                                    | BW | 2632035 WDPA: 378505    | Landkreis Hersfeld-Rotenburg                                                 | | ⊙        | 2,98          | 1958          |
| Kütte mit stehendem Gewässer                                                     | BW | 2632006 WDPA: 378510    | Landkreis Hersfeld-Rotenburg                                                 | | ⊙        | 0,16          | 1964          |
| Lahntal zwischen Marburg und Gießen                                              | Blick vom Altenberg bei Salzböden Richtung Marburg ins Lahntal                                                  | 2534012 WDPA: 378511    | Landkreis Marburg-Biedenkopf, Landkreis Gießen                               | | ⊙        | 742,72        |               |
| Landkreis Darmstadt                                                              | BW | 2432004 WDPA: 378512    | Landkreis Darmstadt                                                          | | ⊙        | 565,82        | 1956          |
| Landkreis Dieburg                                                                | Mittlerer Bereich des LSG: links Lützelforst, Mitte rechts: Mittelforst, rechter Bildrand: Teil des Oberforstes | 2432003 WDPA: 378513    | Landkreis Darmstadt-Dieburg                                                  | 6 unter Schutz gestellte Waldgebiete: - das größte, östlich und nordöstlich von Babenhausen liegende und durch die Gersprenz in zwei Teile getrennte Waldgebiet - das kleinste, ein nordöstlich an die Bebauungsgrenze von Eppertshausen anstoßender Waldzipfel - der durch eine Aue und Wiesenfläche geteilte, Ober- und Mittelforst genannte Dieburger Forst, eingegrenzt von Dieburg, Altheim, Richen und Semd - sowie zwei weiteren nach Osten anschließenden leicht kleineren geschlossenen Waldgebieten, als ganzes Lützelforst genannt und bis vor Langstadt reichend. Die Einzelgebiete sind zwar jeweils durch schmale Bereiche des LSG Auenverbund Untere Gersprenz getrennt, aber bilden ein fast geschlossenes unter Landschaftsschutz stehendes Waldgebiet zwischen Dieburg, Groß-Umstadt und Babenhausen. | ⊙        | 2.022         | 1962          |
| Landkreis Offenbach                                                              | | 2438001 WDPA: 378514    | Landkreis Offenbach                                                          | | ⊙        | 17.753,08     | 1961          |
| Landschaftsbestandteile und Landschaftsteile im Kreis Hofgeismar                 | BW | 2633007                 | Landkreis Kassel                                                             | Wegen Formfehlern gilt die Ausweisung als nichtig. | ⊙        | 2.842,08      | 1938 bis 2014 |
| Landschaftsschutzgebiet Hessische Rheinuferlandschaft                            | | 2433001 WDPA: 378516    | Landkreis Bergstraße, Landkreis Groß-Gerau                                   | | ⊙        | 2.862,16      | 1978          |
| Landschaftsteile im Kreis Hersfeld                                               | BW | 2632004 WDPA: 378458    | Landkreis Hersfeld-Rotenburg                                                 | | ⊙        | 90,94         | 1952          |
| Landschaftsteile im Kreis Melsungen (von 1969) / Melsungen (Gemarkung)           | | 2634031 WDPA: 378621    | Schwalm-Eder-Kreis                                                           | | ⊙        | 42,94         | 1969          |
| Landschaftsteile im Landkreis Melsungen (von 1956)                               | | 2634043 WDPA: 378521    | Schwalm-Eder-Kreis                                                           | | ⊙        | 57,62         | 1956          |
| Landschaftsteile in der Gemarkung Grünberg                                       | BW | 2531002 WDPA: 378520    | Landkreis Gießen                                                             | | ⊙        | 57,36         | 1962          |
| Landschaftsteile Stadt Marburg                                                   | | 2534004 WDPA: 390140    | Landkreis Marburg-Biedenkopf                                                 | | ⊙        | 817,22        |               |
| Lengelbachtal                                                                    | BW | 2635030 WDPA: 378523    | Landkreis Waldeck-Frankenberg                                                | | ⊙        | 30,69         | 1992          |
| Lossetal bei Fürstenhagen                                                        | BW | 2636027 WDPA: 378524    | Werra-Meißner-Kreis                                                          | | ⊙        | 17,32         | 1956          |
| Lossewiesen bei Niederkaufungen                                                  | BW | 2633026 WDPA: 378525    | Landkreis Kassel                                                             | | ⊙        | 29            | 1996          |
| Lützelstrauch bei Oberellenbach                                                  | BW | 2632010 WDPA: 378623    | Landkreis Hersfeld-Rotenburg                                                 | | ⊙        | 6,67          | 1978          |
| Malchustal bei Ersrode                                                           | BW | 2632011 WDPA: 378626    | Landkreis Hersfeld-Rotenburg                                                 | | ⊙        | 112,76        | 1937          |
| Mittleres Fuldatal                                                               | | 2633010 WDPA: 378631    | Kassel, Landkreis Kassel                                                     | | ⊙        | 106,99        | 1973          |
| Mönchbruch und Wälder bei Mörfelden-Walldorf und Groß-Gerau                      | | 2433007 WDPA: 378633    | Landkreis Groß-Gerau                                                         | | ⊙        | 4.114,33      | 2006          |
| Muschelkalkhänge Weimar                                                          | BW | 2633012 WDPA: 378642    | Landkreis Kassel                                                             | | ⊙        | 55,69         | 1973          |
| Oberes Fuldatal                                                                  | | 2633009 WDPA: 378649    | Schwalm-Eder-Kreis, Kassel, Landkreis Kassel                                 | | ⊙        | 702,21        | 1973          |
| Oberes Holzapetal                                                                | | 2633018 WDPA: 378650    | Landkreis Kassel                                                             | | ⊙        | 33,47         | 1993          |
| Oberes Niestetal                                                                 | BW | 2636022 WDPA: 378651    | Werra-Meißner-Kreis                                                          | | ⊙        | 652,6         | 1990          |
| Oberes Rinnetal                                                                  | | 2634025 WDPA: 378652    | Schwalm-Eder-Kreis                                                           | | ⊙        | 2.185,07      | 1975          |
| Ostheimer Hute                                                                   | | 2633014 WDPA: 378657    | Landkreis Kassel                                                             | | ⊙        | 22,97         | 1988          |
| Rhoder Sommerhude                                                                | | 2635007 WDPA: 378666    | Landkreis Waldeck-Frankenberg                                                | | ⊙        | 17,23         | 1967          |
| Riedbachtal                                                                      | | 2636028 WDPA: 555547208 | Werra-Meißner-Kreis                                                          | | ⊙        | 96,54         | 1957          |
| Rocklinghausen                                                                   | BW | 2635009 WDPA: 378668    | Landkreis Waldeck-Frankenberg                                                | | ⊙        | 2,8           | 1957          |
| Rohrerlen bei Werkel                                                             | | 2634016 WDPA: 378669    | Schwalm-Eder-Kreis                                                           | | ⊙        | 21,67         | 1990          |
| Rothgrund bei Besse                                                              | | 2634011 WDPA: 378672    | Schwalm-Eder-Kreis                                                           | | ⊙        | 68,69         | 1990          |
| Schloßberg Homberg                                                               | | 2634024 WDPA: 378674    | Schwalm-Eder-Kreis                                                           | | ⊙        | 15,94         | 1975          |
| Schwadelsberg und Seiffertshain bei Marborn                                      | BW | 2435013 WDPA: 378682    | Main-Kinzig-Kreis                                                            | | ⊙        | 124,28        | 1989          |
| Seemenbachtal bei Rinderbügen                                                    | BW | 2440003 WDPA: 378686    | Wetteraukreis                                                                | | ⊙        | 72            | 1995          |
| Seulingswald                                                                     | BW | 2632002 WDPA: 378688    | Landkreis Hersfeld-Rotenburg                                                 | | ⊙        | 3.026,56      | 1979          |
| Soisberg                                                                         | | 2631004 WDPA: 378690    | Landkreis Fulda, Landkreis Hersfeld-Rotenburg                                | | ⊙        | 372,13        | 1973          |
| Stadt Darmstadt                                                                  | | 2411001 WDPA: 378691    | Darmstadt                                                                    | | ⊙        | 7.121,55      | 2004          |
| Stadt Kassel                                                                     | | 2611002 WDPA: 378517    | Kassel, Landkreis Kassel                                                     | | ⊙        | 1.983,86      | 1995          |
| Stadt Maintal                                                                    | BW | 2435014 WDPA: 555547205 | Main-Kinzig-Kreis                                                            | | ⊙        | 1.182,66      |               |
| Stadt Offenbach                                                                  | BW | 2413001 WDPA: 378692    | Offenbach am Main                                                            | | ⊙        | 1.593,73      | 1980          |
| Stadtkreis Fulda                                                                 | | 2631009 WDPA: 378693    | Landkreis Fulda                                                              | | ⊙        | 203,28        | 1969          |
| Stadt Hanau                                                                      | | 2435015 WDPA: 555589414 | Main-Kinzig-Kreis                                                            | Zone I umfasst Vorrangflächen für den Biotop- und Artenschutz, Zone II die öffentlichen und privaten Grünanlagen | ⊙        | 3.702         | 2013          |
| Stahlberg und Hölleberg bei Deisel                                               | | 2633019 WDPA: 378695    | Landkreis Kassel                                                             | | ⊙        | 44,45         | 1992          |
| Steinkammer                                                                      | BW | 2631007 WDPA: 378698    | Landkreis Fulda                                                              | | ⊙        | 32,27         | 1969          |
| Stoppelsberg mit Ilmestal                                                        | | 2631006 WDPA: 378699    | Landkreis Fulda, Landkreis Hersfeld-Rotenburg                                | | ⊙        | 757,89        | 1972          |
| Tannenberg Nentershausen                                                         | | 2632012 WDPA: 378703    | Landkreis Hersfeld-Rotenburg                                                 | | ⊙        | 46,52         | 1941          |
| Totenberg                                                                        | | 2531001 WDPA: 378706    | Landkreis Gießen                                                             | | ⊙        | 137,05        | 1964          |
| Unteres Fuldatal                                                                 | | 2633011 WDPA: 378710    | Landkreis Kassel                                                             | | ⊙        | 1.347,83      | 1973          |
| Untermainschleusen                                                               | | 2433008 WDPA: 378711    | Landkreis Groß-Gerau                                                         | | ⊙        | 194,16        | 2006          |
| Urbach- und Angersbachtal                                                        | BW | 2634002 WDPA: 378712    | Schwalm-Eder-Kreis                                                           | | ⊙        | 447,61        | 1972          |
| Verlorener Bach                                                                  | BW | 2636029 WDPA: 555547209 | Werra-Meißner-Kreis                                                          | | ⊙        | 36,9          |               |
| Vogelschutzgebiet Schwalmniederung bei Schwalmstadt                              | | 2634044 WDPA: 378713    | Schwalm-Eder-Kreis                                                           | | ⊙        | 2.703         | 2006          |
| Wacholderheide                                                                   | BW | 2531004 WDPA: 378716    | Landkreis Gießen                                                             | | ⊙        | 1,84          | 1968          |
| Weidenau von Hirschhorn                                                          | | 2431009 WDPA: 378723    | Landkreis Bergstraße                                                         | | ⊙        | 29,45         | 1983          |
| Werratal zwischen Blickershausen und Wendershausen                               | | 2636024 WDPA: 378725    | Werra-Meißner-Kreis                                                          | | ⊙        | 960,82        | 1964          |
| Werratal zwischen Oberrieden und Wendershausen und Ludwigstein mit Hintergelände | | 2636031 WDPA: 555547211 | Werra-Meißner-Kreis                                                          | | ⊙        | 782,19        |               |
| Weseraltarm bei Gieselwerder                                                     | | 2633024 WDPA: 378508    | Landkreis Kassel                                                             | | ⊙        | 14,86         | 1989          |
| Wickerbachaue von Flörsheim und Hochheim                                         | | 2436003 WDPA: 378729    | Main-Taunus-Kreis                                                            | | ⊙        | 53,41         | 1998          |
| Stadt Wiesbaden                                                                  | | 2414001 WDPA: 555513808 | Wiesbaden                                                                    | | ⊙        | 13.328,64     | 2010          |
| Wingertsberg von Langstadt                                                       | | 2432001 WDPA: 378731    | Landkreis Darmstadt-Dieburg                                                  | Ehemaliges Weinbaugebiet, heute zu großen Teilen Streuobstwiese und Rasenflächen mit Buschwerk, zwischen Langstadt und Schlierbach, mittig aber nicht enthalten die Straßenmühle, südlich im Waldbereich des LSG der Burgstall der Burg Schlierbach | ⊙        | 20,23         | 1987          |
| Wünne bei Viesebeck                                                              | | 2633020 WDPA: 378735    | Landkreis Kassel                                                             | | ⊙        | 30,87         | 1992          |
| Zechsteinhänge bei Lieschensruh                                                  | | 2635002 WDPA: 378737    | Landkreis Waldeck-Frankenberg                                                | | ⊙        | 48,41         | 1991          |
| Zellerbruch von Seligenstadt und Zellhausen                                      | | 2438002 WDPA: 378738    | Main-Kinzig-Kreis                                                            | | ⊙        | 32,56         | 1992          |
| Legende für Landschaftsschutzgebiet                                              | |                         |                                                                              | |          |               |               |